# موريطنيون

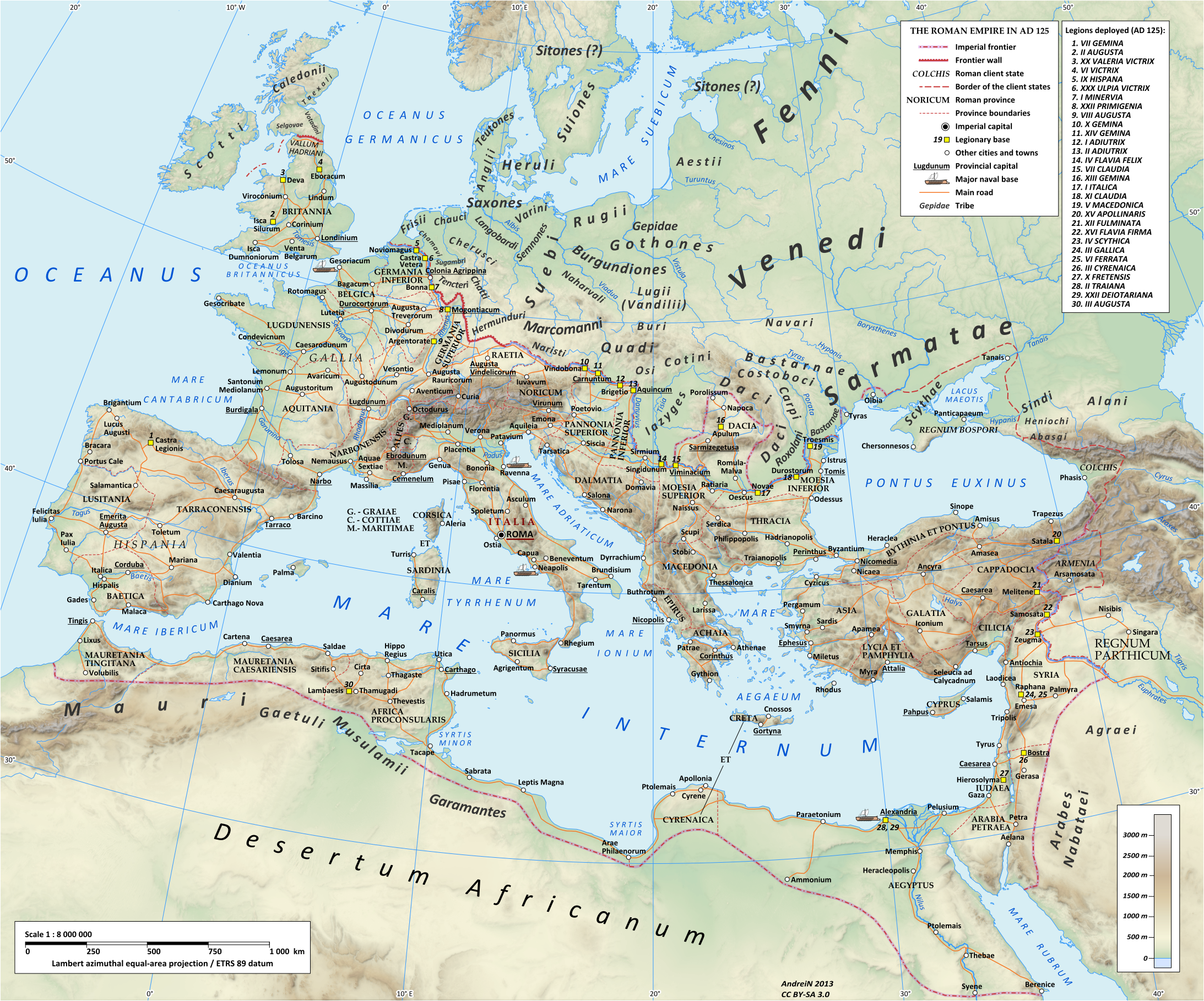
الإمبراطورية الرومانية تحت حكم هادريان (حكم 117-138)، والتي تبين موقع الموري

مُوُرِي (بالإنجليزية: Mauri)‏ (الذي يستمد منه المصطلح الإنجليزي "مور") هو تسمية لاتينية للسكان المغرب في موريطنية التي كانت في غرب شمال إفريقيا، وهي منطقة تتوافق مع المغرب وغرب الجزائر حاليا.

## اسم
دون اسم مَوري (Μαῦροι) من قبل سترابو، الذي كتب في أوائل القرن 1، كاسم أصلي، الذي اعتمد أيضا في اللاتينية، في حين يستشهد الاسم اليوناني لنفس الشعب بـموروسي (Μαυρούσιοι). اسم مَوري يعرف كاتحاد قبلي أو تسمية إثنية عامة وبالتالي يبدو أنه يقابل تقريبا الشعب المعروف  باسم نوميديين في الاثنوغرافيا السابقة؛ كلا المصطلحين يفترض أن تعود لمجموعة ناطقة باللغة البربرية مبكرة (أقرب كتابة منقوشة بال تيفيناغ تعود إلى حوالي القرن الثالث قبل الميلاد).[بحاجة لمصدر]

## فترة رومانية
في 44 ميلادي، أدرجت الإمبراطورية الرومانية المنطقة كمقاطعة موريطانية، ثم قسمت إلى موريطانيا القيصرية وموريطنية الطنجية. وكانت المنطقة المحيطة بقرطاج بالفعل جزءا من مقاطعة إفريقيا. كان الحكم الروماني فعالا بما فيه الكفاية بحيث أصبحت هذه المحافظات متكاملة في الإمبراطورية.
غارات المَوري في شبه الجزيرة الايبيرية الجنوبية ذكرت في وقت مبكر من عهد نيرون في إغلوغيس من كالبورنيوس سيكولوس.

## العصر الإسلامي
بقيت الإمبراطورية البيزنطية مسيطرة على شمال إفريقيا حتى أواخر القرن السادس عشر، عندما انتهى الحكم البيزنطي في إفريقيا بعد الفتح الإسلامي للمغرب. لا يزال تأريخ عام 754 يذكر موري، ولكن يبدو أن الاسم قد اختفى في العصور الوسطى المتوسطة، في حين بدأت المصادر المسيحية بتطبيق مصطلح "موري"، مورعلى السكان المسلمين في المغرب والأندلس بشكل عام.

## إحياء الاسم
تلقت دولة موريتانيا الحديثة اسمها كمستعمرة فرنسية في عام 1903؛ سميت على اسم موريتانيا القديمة على الرغم من كونها تقع إلى حد بعيد في جنوب المحافظة القديمة.